# 萨利姆·胡斯
萨利姆·艾哈迈德·胡斯（阿拉伯语：‎，羅馬化：Salīm ʾAḥmad al-Ḥuṣṣ；1929年12月20日—2024年8月25日），黎巴嫩政治人物，曾担任黎巴嫩总理和长期担任代表其家乡贝鲁特的议会议员。他被称为技术官僚。

## 早年生活和个人生活
萨利姆·胡斯于1929年12月20日出生于贝鲁特的一个逊尼派穆斯林家庭。他7个月大时父亲去世。1941年，他与母亲和祖母从贝鲁特逃到索法尔。他在贝鲁特美国大学获得经济学学士学位，并于1961年在美国印第安纳大学获得商业和经济学博士学位。
根据2000年对胡斯的采访，胡斯的妻子莱拉·法拉翁是一名马龙派基督徒，她在生命的尽头皈依了伊斯兰教，以便能葬在穆斯林公墓中丈夫的旁边。

## 政治生涯
胡斯曾四次担任黎巴嫩总理。第一次是在1976年至1980年，即黎巴嫩内战初期。他的第二次也是最具争议的任期是在1987年至1989年，1988年他违宪提名自己为总理，但得到了国际社会许多国家和政治家的承认。胡斯第三次被总统埃利亚斯·赫拉维提名为总理，任期从1989年11月至1990年12月。1998年12月至2000年10月，他再次担任总理。
在他的政治生涯中，他还曾担任黎巴嫩外交部长、工业部长、教育部长、劳工部长、信息部长和经济部长。
他是反帝国主义会议“和平轴心”的成员。胡斯强烈反对死刑，在担任总理期间，他拒绝签署任何死刑执行令，暂时停止了黎巴嫩至今仍罕见的死刑执行。

### 政府危机
1988年1月至9月，他抵制内阁会议，以抗议总统阿明·杰马耶勒的政策。9月22日，他拒绝接受解职，由马龙派基督徒米歇尔·奥恩（Michel Aoun）将军接任。这场危机是由国民议会未能选出新总统引发的（在黎巴嫩，总统按惯例是马龙派基督徒，而总理按惯例是逊尼派穆斯林）。
根据黎巴嫩宪法，在总统空缺的情况下，离任总统应任命一名临时总理代理总统职务，但是离任总统杰马耶勒决定任命马龙派军队指挥官米歇尔·奥恩担任该职位，尽管传统上该职位应保留给逊尼派穆斯林。胡斯拒绝将总理一职让给奥恩，因此两人最终领导了对立的政府；奥恩占据了位于贝鲁特东部的总统府，而胡斯则在贝鲁特西部建立了自己的办公室。
因此，黎巴嫩没有总统，只有两个对立的政府：一个是立宪政府，另一个是得到许多国家承认的政府。然而，尽管当时占领黎巴嫩大部分地区的叙利亚支持胡斯，尽管胡斯的内阁已经成立，但国际社会大多数国家都与绿线两边的政府打交道，并承认他们都是黎巴嫩总理，尽管从宪法上讲，奥恩是合法任命的黎巴嫩总理和代理总统。
两位总理之间很快就因为奥恩拒绝接受叙利亚军队驻扎黎巴嫩而爆发了激烈冲突。在与奥恩的竞争中，胡斯从1988年起担任代理总统，直到1989年11月5日勒内·穆阿瓦德上任。当穆阿瓦德17天后被暗杀时，胡斯再次担任代理总统两天，此时埃利亚斯·赫拉维被选为穆阿瓦德的继任者。
1990年，叙利亚和黎巴嫩军队袭击总统府，奥恩被迫投降，内战结束。胡斯随后辞去总理职务，由奥马尔·卡拉米继任。

### 最后的任期

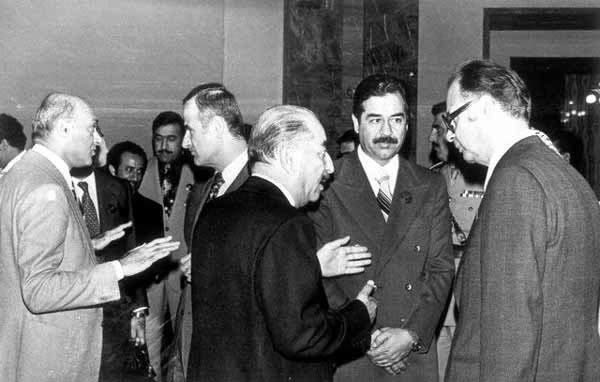
1978年阿拉伯峰会上，萨利姆·胡斯（最右）与萨达姆·侯赛因合影

在埃米尔·拉胡德将军当选总统后，胡斯被任命为总理。他的政府以排除许多主导黎巴嫩政治的传统封建领袖和军阀而闻名。这一转变旨在建立一个更加技术化和改革导向的政府。在2000年大选中，胡斯输给了一位与前总理拉菲克·哈里里一起竞选的不知名候选人，之后，胡斯辞去了总理职务，宣布他的政治生涯结束。

## 退休和去世
2005年3月，在奥马尔·卡拉米（Omar Karami）辞职（再次担任总理）后，他被视为组建新政府的候选人，但据报道他因健康原因拒绝接受该职位；纳吉布·米卡提(Najib Mikati)随后被任命为总理。2017年5月2日，87岁的胡斯参加了为期一天的绝食抗议，以声援被关押在以色列的约1,500名巴勒斯坦囚犯。
胡斯于2024年8月25日去世，享年94岁。

## 作品
- Hoss, Salim (1974)。“黎巴嫩金融市场的发展” 。2024年8月26日检索– 通过 Folios Ltd。
- 萨利姆·胡斯 (1981)。সেরেরেরা《未来之窗》（阿拉伯语）。请阅读。原始存档于2024年8月26日。检索日期：2024年8月26日。
- 黎巴嫩：痛苦与和平。1982年。2024年8月26日检索– 通过 UMAM BIBLIO。
- 萨利姆·胡斯 (2005)。?? ?????? [没有回声的声音]（阿拉伯语）。
- 萨利姆·胡斯 (2008)。《痛苦的时代》（阿拉伯语）。请注意。国际标准书号 978-9953-88-215-4。